# Іса Мустафа
Іса Мустафа (алб. Isa Mustafa; нар. 15 травня 1951, Приштина, Косово, СФРЮ) — косовський політик албанського походження, лідер Демократичної ліги Косова (ДЛК) та мер Приштини з грудня 2007 по грудень 2013. 9 грудня 2014 він був обраний прем'єр-міністром Республіки Косова, на основі урядової коаліції між Демократичною партією Косова (ДПК) та Демократичною лігою Косова. Перебував на тій посаді до 9 вересня 2017 року.

## Ранні роки
Він закінчив початкову і середню школу в Приштині, а пізніше — факультет економіки Університету Приштини, де він також здобув ступінь PhD. 1974 року розпочав свою професійну роботу дослідником в Університеті Приштини.

## Політична кар'єра
Іса Мустафа почав свою політичну кар'єру 1980 року, коли очолив муніципальний уряду Приштини, від 1984 до 1988 був міністром в уряді Рахмана Моріна.
Після початку розпаду Югославії, Мустафа став міністром економіки і фінансів Уряду Республіки Косово у вигнанні на чолі з Буяром Букоши. Протягом того періоду було видано ордер на його арешт в рамках Югославії, який не набув статусу міжнародного, що зробило можливою його роботу в Західній Європі. Мустафа не прохав про політичний притулок через те, що міг повернутися до Косова будь-коли, якщо це буде необхідно.
Коли 1999 року завершилась війна у Косово, Мустафа повернувся додому, але політичну діяльність відновив лише 2006 року як старший політичний радник тогочасного президента Косова Фатміра Сейдіу.
У грудні 2007 року за результатами місцевих виборів Іса Мустафа став мером Приштини, перемігши віцепрезидента Демократичної партії Косова (ДПК) й одного з колишніх командирів Армії визволення Косова (АВК) Фатміра Лімая. У листопаді 2009 року його переобрали на посаду мера.
7 листопада 2010 року став лідером Демократичної ліги Косово, виборовши перемогу у Фатміра Сейдіу на партійних виборах (235 голосів проти 124).
Наприкінці 2014 року очолив уряд Косова. Вийшов у відставку у вересні 2017, однак як лідер Демократичної ліги Косова не втратив впливу на політичне життя країни.

## Особисте життя
Іса Мустафа одружений і має трьох дітей, двох синів і дочку.